# Рушій-Менестіоара
Рушій-Менестіоара (рум. Rușii-Mănăstioara) — село у повіті Сучава в Румунії. Входить до складу комуни Удешть.
Село розташоване на відстані 351 км на північ від Бухареста, 11 км на південний схід від Сучави, 103 км на північний захід від Ясс.

## Населення
За даними перепису населення 2002 року у селі проживала 481 особа, усі — румуни. Усі жителі села рідною мовою назвали румунську.